# Wannemacher (Familienname)
Wannemacher ist ein deutscher Familienname.

## Bedeutung und Herkunft
Wannemacher ist ein Berufsname zu mhd. wanne für den Hersteller von Getreide-, Futterschwingen, Wasch- und Badewannen.

## Frühe Belege des Namens
- 1357: Thider. Wannekere belegt in Bremen[2]
- 1425: der Wannmecher belegt in Arheilgen[3]
- um 1560: Pawell Wannemacher belegt in Erzhausen[4]

## Namensträger
- Karl Wannemacher (* 1951), deutscher Koch
- Klaus Wannemacher (* 1972), deutscher Germanist und Publizist
- Wilhelm Wannemacher (1927–2023), deutscher Pädagoge und Autor

### Kunstfigur
- Kurt Wannemacher, eine literarische Figur aus dem Film Der tote Taucher im Wald

## Varianten
- Wannmacher, Wannenmacher und Wennmacher, deutsche Varianten des Familiennamens
- Wanamaker und Wannamaker, amerikanische Varianten des Familiennamens